# Protocol van Genève
Het Protocol van Genève, Protocol for the Prohibition of the Use in War of Asphyxiating, Poisonous or other Gases, and of Bacteriological Methods of Warfare, is een protocol dat is bedoeld om het gebruik van chemische wapens en biologische oorlogvoering  bij internationale gewapende conflicten te verbieden. Het werd op 17 juni 1925 te Genève getekend, maar niet bekrachtigd. Het protocol trad op 2 februari 1928 in werking. De belangrijkste onderdelen van het protocol vallen voor veel partijen als van toepassing op het internationaal recht.
Het verdrag verbiedt het gebruik van chemische en biologische wapens, maar gaat niet over de productie, opslag of verhandeling ervan. Er werd in 1972 een vervolg op het Protocol van Genève, het Verdrag biologische wapens, gesloten, dat wel specifiek op het verbod van productie, opslag en handel in deze wapens toeziet.
Hoewel het protocol net zoals de Geneefse Conventies in Genève werd gesloten, staat het daar verder los van. De Geneefse Conventies gaan over de manier waarop krijgsgevangenen en burgers in tijd van oorlog moeten worden behandeld. Er wordt in het Protocol van Genève wel verwezen naar de vredesconferenties in Den Haag van 1899 en 1907.

## Websites
- (en) The Biological and Toxin Weapons Convention Database. Text of the Biological and Toxin Weapons Convention, 17 juni 1925.